# Waltersdorf (Mohlsdorf-Teichwolframsdorf)
Waltersdorf (früher amtlich: Waltersdorf b. Berga/Elster) ist ein Ortsteil der Landgemeinde Mohlsdorf-Teichwolframsdorf im Landkreis Greiz in Thüringen.

## Lage
Waltersdorf liegt im Thüringer Schiefergebirge auf einer ostseitigen nach Westen geneigten Hochebene der Elsterniederung nahe Berga/Elster. Der im ländlichen Raum befindliche Ortsteil ist über die Kreisstraße 210 und über die Bundesstraße 175 zu erreichen.

## Geschichte
Am 7. November 1358 wurde das Dorf erstmals urkundlich erwähnt. Im Ort geht man von 1378 aus.

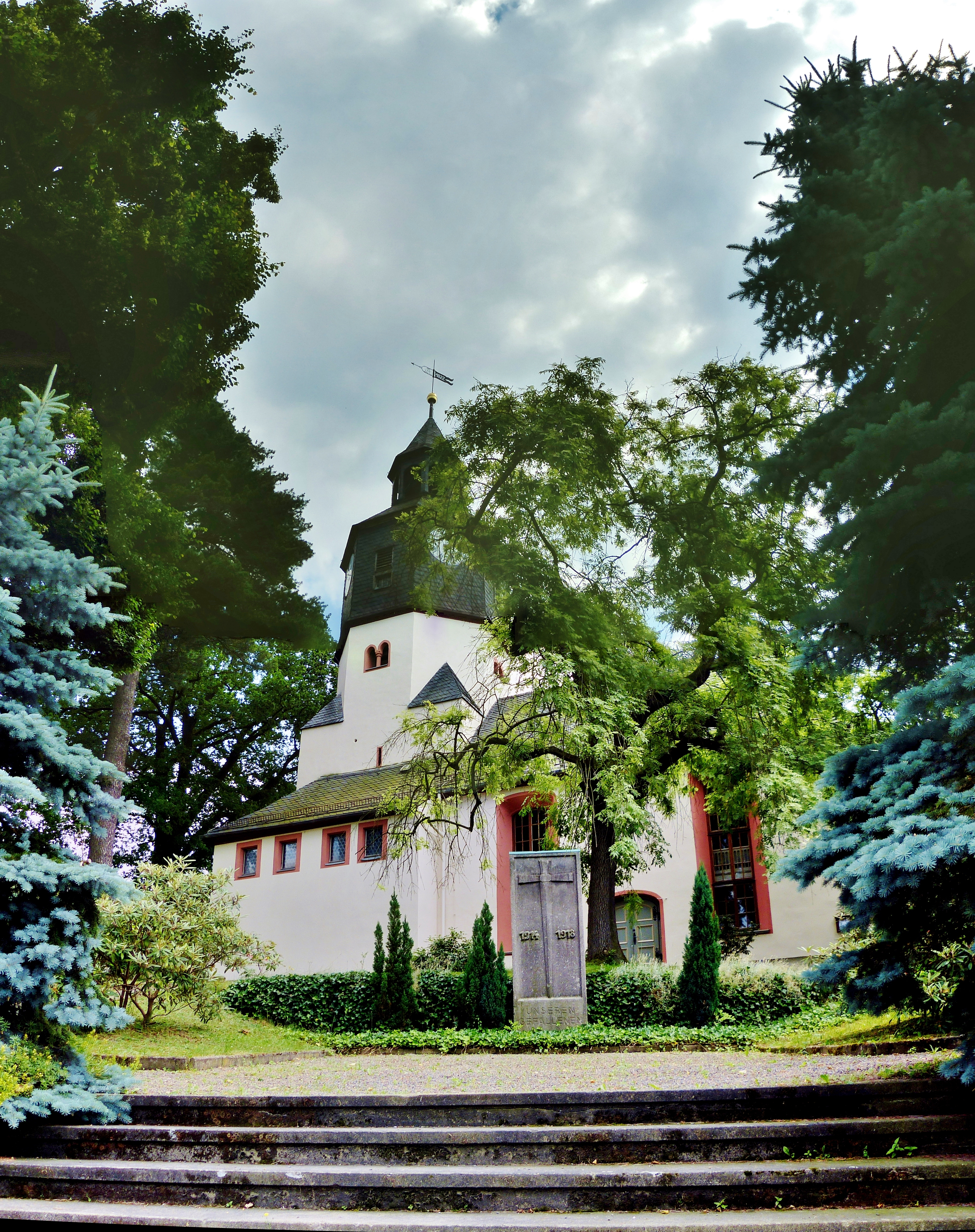
Kirche und Kriegerdenkmal

Das ehemalige Rittergut Waltersdorf war mit dem Rittergut Rüßdorf verbunden, als es der Familie Wolfersdorf bis 1573 gehörte. Dann wechselten die Besitzer bis 1611 öfter. Ab dieser Zeit war die Familie Posern bis zur Enteignung 1945 Besitzer.

### Sportgeschichte
In den 1920er- und 1930er-Jahren nutzte man den Gipfel des Wachberges im Segelflugsport.

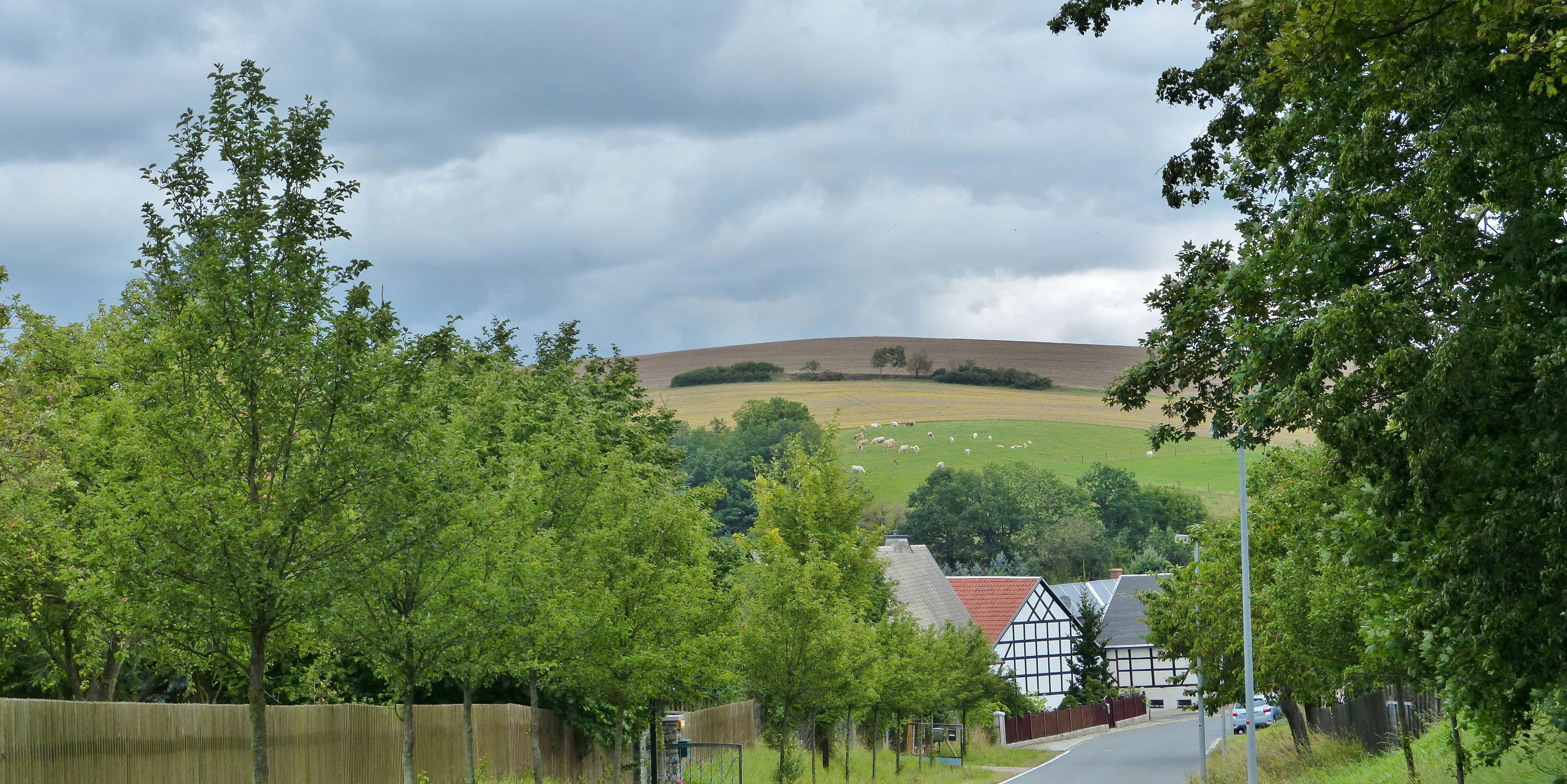
Wachberg 390 m ü. NHN

## Persönlichkeiten
- Georg von Posern (1844–1924), Rittergutsbesitzer in Waltersdorf, Teilnehmer im Deutsch-Französischen Krieg 1870, Major a. D., Königlich-Sächsischer Kammerherr, Abgeordneter der I. Kammer des Sächsischen Landtages.
- Gerd Grüner (* 23. Januar 1955 in Waltersdorf), Politiker der SPD und von 2006 bis 2018 Bürgermeister der Stadt Greiz.

## Sehenswürdigkeiten

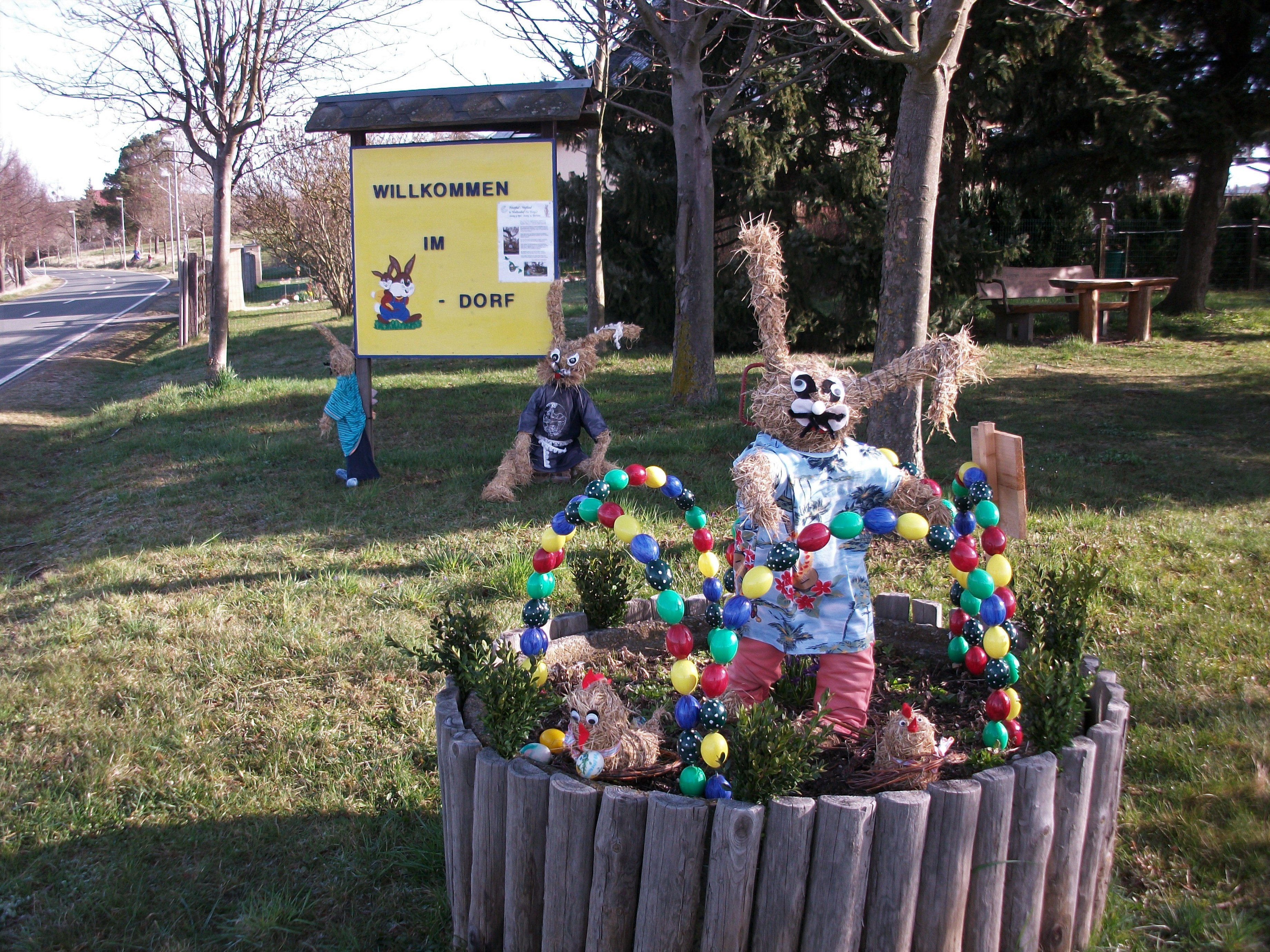
Heuhasendorf Waltersdorf, Begrüßungstafel

- Waltersdorfer Heuhasen und Osterbrunnen in der Woche vor und nach Ostern, Station des Osterpfads Vogtland[5]